# دوريات الأقاليم اليابانية
دوريات الإقاليم اليابانية (地域リーグ 'Chiiki Rīgu') هي مجموعة من اتحادات كرة القدم الموازية في اليابان والتي يتم تنظيمها على أساس إقليمي. إنها تشكل الدرجة الخامسة من نظام الدوري الياباني لكرة القدم تحت الدوري الياباني لكرة القدم.

## نظرة عامة

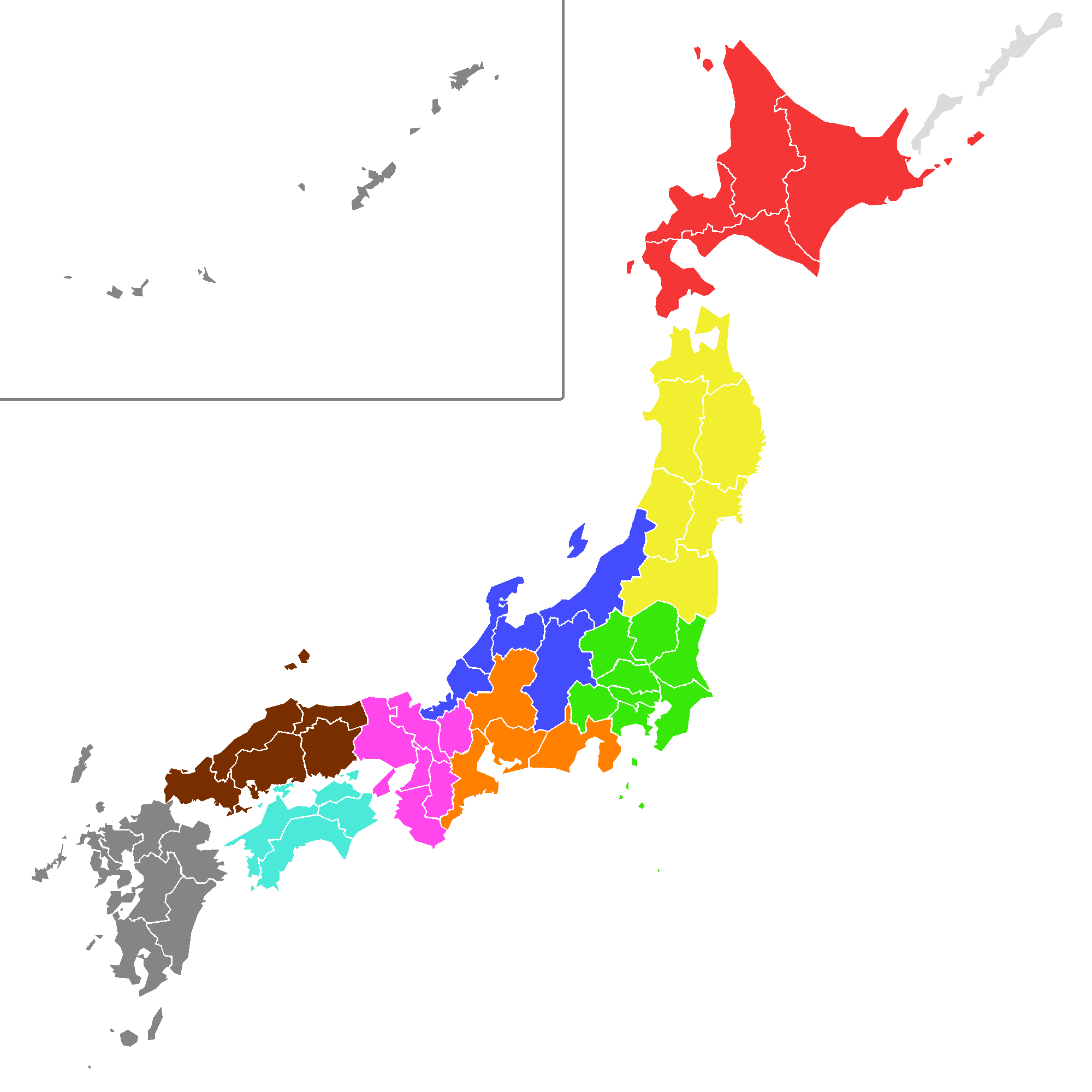
مناطق كرة القدم في اليابان:
حدود تقسيم هوكايدو هي من قبل بلوك ليج.

تنقسم اليابان إقليميًا بطرق متنوعة، بعضها إداري وبعضها تاريخي. لأغراض كرة القدم، تنقسم البلاد إلى تسع مناطق. يحصل جميع أبطال الدوري الإقليميين على الحق في المشاركة في مسابقة الدوري الإقليمي لكرة القدم في نهاية العام (منذ عام 2016 أعيدت تسميتها دوري أبطال اليابان الإقليمي لكرة القدم). قد يتأهل الوصيف أيضًا وفقًا للمعايير التي وضعها اتحاد اليابان لكرة القدم.
تتنافس أندية الدوري الإقليمية أيضًا في بطولة عموم اليابان لكرة القدم للكبار، وهي مسابقة كأس. يربح الفائز بهذه الكأس أيضًا مكانًا في مباريات الصعود للدوري الإقليمي، وقد يتأهل الوصيف أيضًا اعتمادًا على معايير المساحة واتحاد اليابان لكرة القدم.
يجب أن تفوز أندية الدوري الإقليمية بكأس التصفيات في محافظتها الأصلية من أجل المنافسة في كأس الإمبراطور.
نظرًا لأن الأقسام نادرًا ما تتجاوز 10 أعضاء، يكون الموسم أقصر ويمكن أخذ فترات راحة صيفية طويلة.
من بين الأندية اليابانية الموجودة هناك عشرة نوادي لم تلعب قط في الدوريات الإقليمية وهي:
- مؤسسو دوري اليابان لكرة القدم أوراوا رد دايموندز، وجيف يونايتد تشيبا، وكاشيوا ريسول، وسيريزو أوساكا، وسانفريس هيروشيما (المدرجون تحت الأسماء الحالية، شكلوا جميعًا الدوري القديم في عام 1965)؛
- نادي شيميزو إس-بولس المستقل، تأسس كنادي محترف عند إنشاء الدوري الياباني عام 1992؛
- ساغان توسو الذي حل مكان نادي توسو فيوتشرز عقب أفلاسه في الدوري الياباني لكرة القدم السابق في عام 1997؛
- نادي يوكوهاما الذي تم قبوله مباشرة في الدوري الياباني لكرة القدم في عام 1999 عند تشكيله؛
- كاتالر توياما الذي تشكل في عام 2008 نتيجة اندماج ناديين من الدوري الياباني لكرة القدم ALO's Hokuriku وYKK AP.
- كاجوشيما يونايتد إف سي الذي تم تشكيله في عام 2014 نتيجة اندماج ناديي دوري كيوشو فولكا كاجوشيما وإف سي كاجوشيما، وهما أول فريقين في سلسلة مباريات الصعود الإقليمية لعام 2013، والذي انضم إلى الدوري الياباني لكرة القدم كنادي مدمج.

بالإضافة إلى ذلك، فإن الأندية السلف لأندية توسو فيوتشرز، وكاشيما أنتلرز، وأفيسبا فوكوكا، وفيسيل كوبه كانوا في الأصل متمركزين في مناطق مختلفة (وفازوا أو تمت ترقيتهم من تلك المناطق) حيث يقيمون أو يقيم خلفاؤهم اليوم:
- كان مقر كاشيما أنتلرز في الأصل في كانساي لكنه انتقل إلى كانتو في عام 1975 بعد وصوله إلى دوري اليابان لكرة القدم؛
- كان مقر توسو فيوتشرز في الأصل في توكاي لكنه انتقل إلى كيوشو في عام 1994 بعد وصوله إلى الدوري الياباني لكرة القدم السابق؛
- كان مقر أفيسبا فوكوكا في الأصل في توكاي لكنه انتقل إلى كيوشو في عام 1994 بعد وصوله إلى الدوري الياباني لكرة القدم السابق؛
- كان مقر فيسيل كوبه في الأصل في تشوغوكو لكنه انتقل إلى كانساي في عام 1995 بعد وصوله إلى الدوري الياباني لكرة القدم السابق.

## روابط خارجية
- ملخص الدوريات الإقليمية اليابانية (SOCCERWAY)